# Заречное (Сахалинская область)

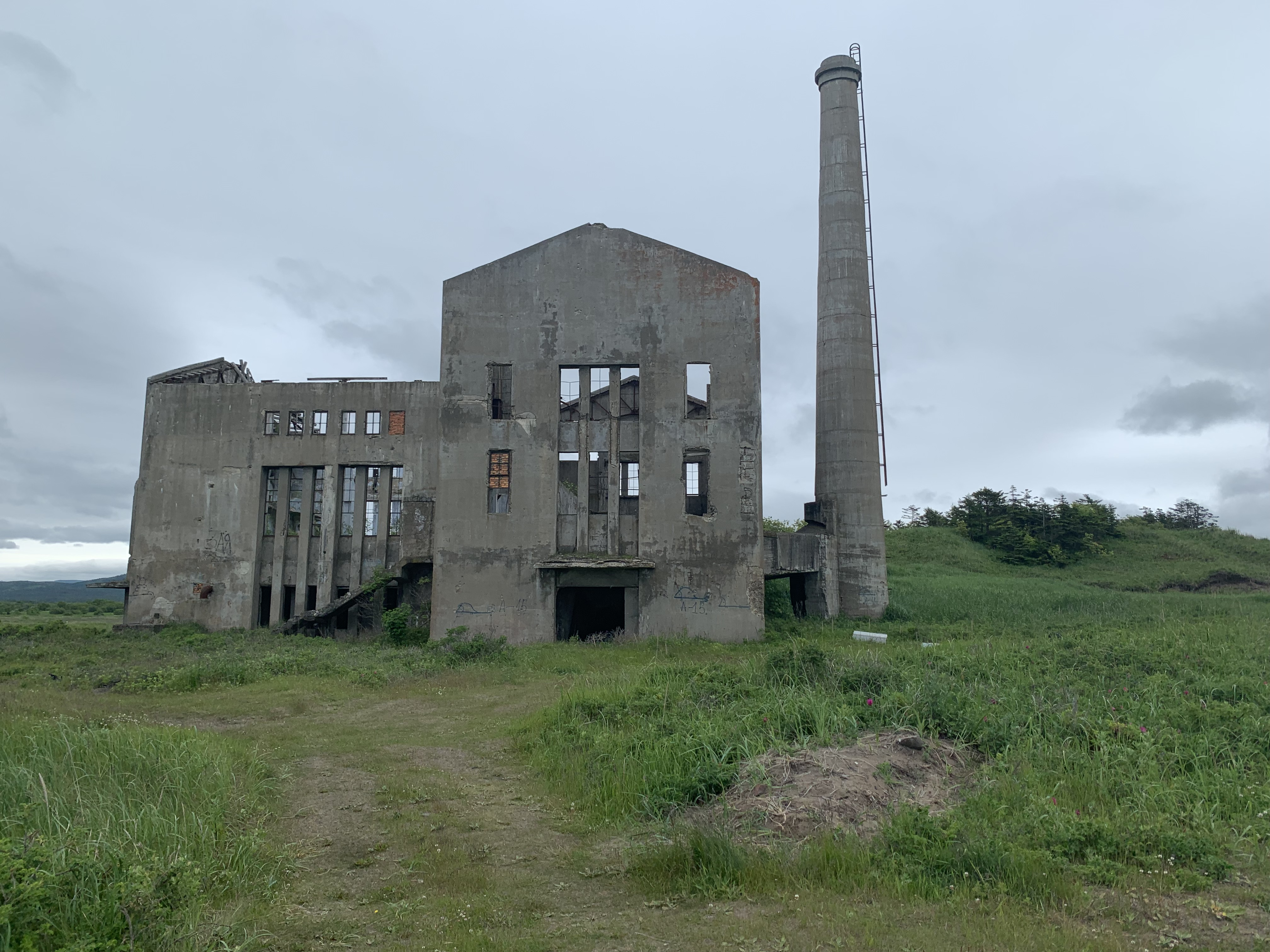
Старая электростанция на окраине села

Заре́чное — село в Томаринском городском округе Сахалинской области России.

## География
Село находится на берегу реки Красногорка, на расстоянии 69 км к северу от города Томари, административного центра округа.

### Часовой пояс
Заречное ранее находилось в часовом поясе, обозначаемом по международному стандарту как Vladivostok Time Zone (VLAT/VLAST). Смещение относительно Всемирного координированного времени UTC составляет +10:00. Смещение относительно Московского времени (MSK/MSD) составляет +7:00 и обозначался в России соответственно как MSK+7.
В настоящее время, с 2015 года, Заречное, как и весь остров Сахалин, находится в часовом поясе, обозначаемом по международному стандарту как Magadan Time Zone. Смещение относительно UTC составляет +11:00 Относительно Московского времени часовой пояс имеет постоянное смещение +8:00 часов и обозначается в России соответственно как MSK+8.

## Население
| 2002 | 2010 | 2013 | 2021 |
| ---- | ---- | ---- | ---- |
| 131  | ↘95  | ↘90  | ↘59  |

### Половой состав
Согласно результатам переписи 2002 года, в селе проживал 131 человек (66 мужчин и 65 женщин).

### Национальный состав
Согласно результатам переписи 2002 года, в национальной структуре населения русские составляли 95 % из 131 чел.